# Mazion
Mazion – miejscowość i gmina we Francji, w regionie Nowa Akwitania, w departamencie Żyronda.
Według danych na rok 1990 gminę zamieszkiwały 402 osoby, a gęstość zaludnienia wynosiła 108 osób/km² (wśród 2290 gmin Akwitanii Mazion plasuje się na 790. miejscu pod względem liczby ludności, natomiast pod względem powierzchni na miejscu 1499.).